# Ernesto Kasbekowitsch Inarkijew
Ernesto Kasbekowitsch Inarkijew (russisch Эрнесто Казбекович Инаркиев, wiss. Transliteration Ėrnesto Kazbekovič Inarkiev; * 9. Dezember 1985 in Aidarken, damals Oblus Osch, Kirgisische SSR) ist ein führender kirgisisch-russischer Schachspieler.

## Leben
Als Inarkijew, der nach Ernesto Che Guevara benannt wurde, 1985 in einer kleinen Ortschaft im Oblus Osch im heutigen Kirgisistan zur Welt kam, waren seine Eltern Mitarbeiter in einem dortigen Industriekomplex. 1991 zog die Familie in die kirgisische Hauptstadt Bischkek, wo Inarkijew mit dem Schachspiel in Berührung kam. Bereits als Elfjähriger errang er den Meistertitel, 1998 (mit 13 Jahren) spielte er für Kirgisistan auf der Schacholympiade in Elista, wo er 6,5 aus 9 (+4 =5 −0) erzielte und erstmals einen Großmeister bezwang. 1999 gewann er die Jugendmeisterschaft U16 Asiens. Der FIDE-Präsident Kirsan Iljumschinow war von der sportlichen Leistung des 13-Jährigen dermaßen beeindruckt, dass er die Familie Inarkijews in die kalmückische Hauptstadt Elista einlud und seitdem finanziell unterstützt. Seit 2000, dem Jahr, in dem er zuletzt für Kirgisistan auf der Schacholympiade in Istanbul spielte (+7 =4 −3) und den Titel Internationaler Meister erhielt, wohnt Inarkijew in Elista, er wurde vom russischen Star-Trainer Mark Dworezki betreut.
Im Jahre 2001 wurde er im griechischen Kallithea (Chalkidiki) Jugendeuropameister U16. 2002 gewann Inarkijew mit einem Vorsprung von zwei Punkten die russische Jugendmeisterschaft, im gleichen Jahr erhielt er den Großmeistertitel und wurde bei der russischen Meisterschaft geteilter Sechster. 2003 gewann er das Open von Hoogeveen, 2003 und 2004 kam er beim Czech Open in Pardubice jeweils auf den geteilten zweiten Platz. 2004 erzielte er mit 6/7 ein herausragendes Ergebnis bei der Europameisterschaft für Klubmannschaften in Izmir. 2006 gewann er in Tomsk die höchste Liga Russlands, eines der bestbesetzten russischen Turniere, und qualifizierte sich damit für die russische Meisterschaft in Moskau im Dezember, bei der er mit 7 Punkten aus 11 Partien auf Platz 3 kam. Er fungierte als offizieller Kommentator beim Weltmeisterschaftskampf Wesselin Topalow gegen Wladimir Kramnik. 
Seit 2005 hat Inarkijew an allen Austragungen des Schach-Weltpokals teilgenommen, am erfolgreichsten war er 2007, als er die dritte Runde erreichte.
2016 gewann Inarkijew die Europameisterschaft in Gjakova.
Seine bisher beste FIDE-Weltranglistenposition war der 26. Platz im Juni und September 2016.

## Vereine
Inarkijew gewann fünfmal (2004, 2005, 2007, 2009 und 2012) die russische Mannschaftsmeisterschaft mit Tomsk-400, mit dem er 2005 und 2006 außerdem den European Club Cup gewann. An der russischen Mannschaftsmeisterschaft hat er auch schon mit Gasowik Tjumen, Spasio Moskau, Jugra Chanty-Mansijsk und SchSM-Legacy Square Capital Moskau teilgenommen.
Außer in Russland spielte Inarkijew auch schon in chinesischen (2008 und 2012 für Wuxi, 2009, 2015, 2016 für Qingdao School, 2017 für Hebei und 2018 für Hangzhou Turbine), französischen (2008 für Cannes Echecs), spanischen (2007 für CA Cuna de Dragones-Ajoblanco Mérida, 2009 und 2011 für CA Marcote Mondariz, 2016 für Mérida Patrimonio de la Humanidad) und mazedonischen (für den SK Alkaloid Skopje, mit dem er auch am European Club Cup 2008 teilnahm) Ligen.
In der deutschen Schachbundesliga spielte er von der Saison 2014/15 bis zum Rückzug der Mannschaft nach der Saison 2017/18 für den SK Schwäbisch Hall, in der Saison 2019/21 für die SV 1930 Hockenheim.